# Kishangarh (ciutat)
Kishangarh és una ciutat i municipalitat del districte d'Ajmer al Rajasthan, Índia. Està situada a 26° 20′ N, 74° 31′ E / 26.34°N,74.52°E a la vora del llac Gundolao al centre del qual hi ha el Muhkum Vilas o Jardins d'estiu del maharaja. Hi ha també un fort a la ciutat amb el palau del sobirà, i diversos temples destacant els de Brijrajjika Mandir, Mohan Lai Ji, Madan Mohan Ji, Narsingh Ji, i Chintaman a més del temple de Marag Samparda que està a Salimabad a uns 20 km de la ciutat i és objecte de pelegrinatge. Consta al cens del 2001 amb una població de 116.156 habitants (el 1881 eren 14.824 i el 1901 eren 12.663 habitants). Fou fundada el 1611 per Kishan Singh, que li va donar el seu nom. La municipalitat es va fundar el 1886.
Per la seva història, vegeu Kishangarh, principat